# Ursensollen
Ursensollen là một đô thị ở huyện Amberg-Sulzbach bang Bayern nước Đức. Đô thị Ursensollen có diện tích 72,91 km², dân số thời điểm ngày 31 tháng 12 năm 2006 là 3744 người.
Ursensollen có các khu vực dân cư: Allmannsfeld, Bittenbrunn, Egelhofen, Eigentshofen, Ehringsfeld, Erlheim, Garsdorf, Götzendorf, Gunzelsdorf, Guttenberg, Haag, Hausen, Häuslöd, Heimhof, Heinzhof, Hohenkemnath, Inselsberg, Kemnatheröd, Kotzheim, Littenschwang, Oberhof, Oberleinsiedl, Ödallerzhof, Reinbrunn, Reusch, Richt, Richtheim, Rückertshof, Salleröd, Sauheim, Stockau, Thonhausen, Ullersberg, Unterleinsiedl, Ursensollen, Wappersdorf, Weiherzant, Winkl, Wollenzhofen, Zant.